# كارولينا موتشوفا
كارولينا موخوفا (مواليد 21 أغسطس 1996) هي لاعبة تنس محترفة تشيكية، أعلى تصنيف لها في الفردي كان ال19 في مايو 2021.

## روابط خارجية
- كارولينا موتشوفا على موقع رابطة محترفات التنس (الإنجليزية)
- كارولينا موتشوفا على موقع الاتحاد الدولي لكرة المضرب (الإنجليزية)
- كارولينا موتشوفا على موقع كأس بيلي جين كينغ (الإنجليزية)
- كارولينا موتشوفا على موقع بطولة ويمبلدون (الإنجليزية)
- كارولينا موتشوفا على موقع خلاصة التنس.كوم (الإنجليزية)
- كارولينا موتشوفا على موقع إي إس بي إن.كوم (الإنجليزية)
- كارولينا موتشوفا على موقع اللجنة الأولمبية الدولية (الإنجليزية)
- كارولينا موتشوفا على موقع اللجنة الأولمبية التشيكية (التشيكية)